# Maus au Chocolat
Maus au Chocolat ist ein interaktiver Darkride im Freizeitpark Phantasialand in Brühl. Die Attraktion wurde am 9. Juni 2011 im Themenbereich Berlin eröffnet. Die Geschichte der Fahrattraktion rankt sich um die fiktive Berliner Tortenfabrik Gustav E. Lehmann, in die Mäuse eingedrungen sind, und mit Hilfe der Fahrgäste beseitigt werden sollen. Die Besucher schießen dabei mit Tortenguss-Klumpen auf die, in interaktiven 3D-Filmszenen agierenden, Nagetiere. Ziel ist es, dabei eine möglichst hohe Punktzahl zu erreichen.

## Fahrt

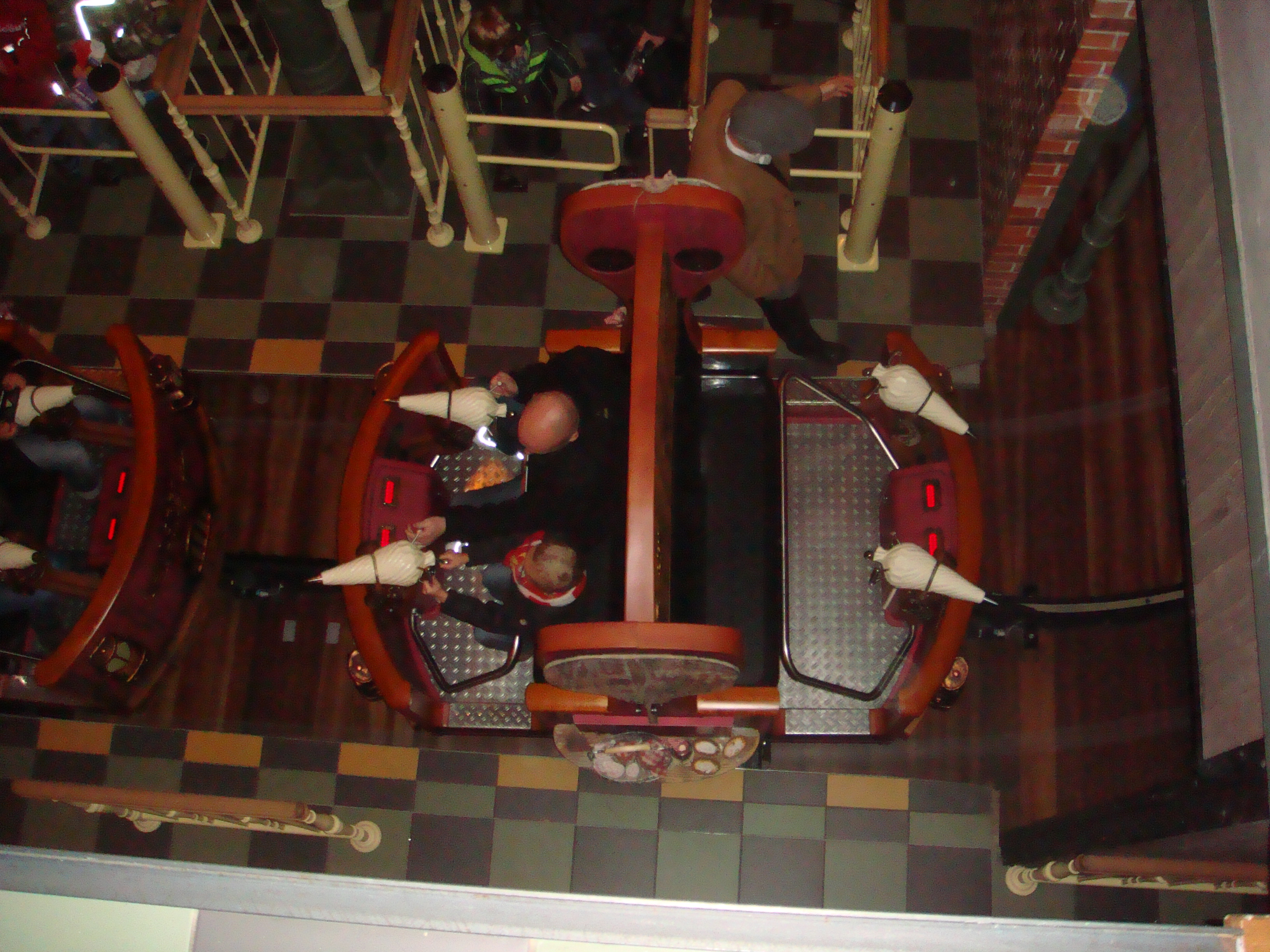
Ein Wagen von Maus au Chocolat

Ein Schauspieler, verkleidet als Kammerjäger Oskar Koslowski, begrüßt die Gäste an mehreren Stationen im Wartebereich in auf Großmonitoren gezeigten Filmen. So werden die Besucher in die Geschichte und die Handhabung des interaktiven Teils des Fahrgeschäftes eingeführt.
Die Fahrt findet in Zügen mit je drei Wagen für vier Personen statt, die Besucher sitzen dabei Rücken an Rücken zueinander und werden mit den drehbaren Chaisen im Verlauf der Fahrt zu sieben mal sechs Leinwänden mit Rückprojektion ausgerichtet. Die in den Filmen gezeigten Stationen stellen dabei mehrere Bereiche aus der Tortenproduktion dar. Erste Station ist die Verwaltung der Fabrik, gefolgt von Lager, Küche, Backraum, Tortenfließband, Kühlkammer und abschließend dem Verkaufsraum.
Die Fahrgäste müssen polarisierende 3D-Brillen tragen, um die stereoskopische Raumwirkung der gezeigten Sequenzen wahrzunehmen. Jeder Besucher hat dann die Möglichkeit, mit den an den Wagen befestigten Spritzbeuteln die auf den Leinwänden erscheinenden Mäuse „abzuschießen“. Dabei wird ein Infrarotsignal an optische Sensoren hinter der Leinwand abgegeben, so dass die Anlagensteuerung die Position des Treffers ermitteln kann. Diese Schüsse werden auch in Form von auf die Szenerie fliegendem Tortenguss dargestellt. Wurde eine Maus getroffen, so wird dem Besucher der Wert der Maus zu seinem Punktestand addiert. Umso versteckter die Mäuse im Bild platziert sind, desto mehr Punkte werden mit einem Treffer erzielt. Da die Fahrgäste Rücken an Rücken zueinander sitzen und die Wagen rotieren können, gibt es vom Besucher aus keine eingängige Fahrtrichtung. Die Bereiche zwischen den virtuellen Sequenzen sind ebenfalls, passend zum Thema Tortenfabrik, gestaltet. Einige Szenen sind dabei auch bewegt, es werden aber keine Animatronics eingesetzt.
Zum Abschluss der Fahrt werden die Besucher vor Bildschirme gefahren, auf denen die erreichte Punktzahl und ein während der Fahrt aufgenommenes Foto des Mitfahrers angezeigt werden. Die jeweils erreichte Punktzahl kann während der Fahrt auch auf LED-Segment-Displays im Wagen abgelesen werden.

## Hersteller und Entwicklung
Das eigentliche Fahrtsystem inklusive Fahrzeuge stammt von der Firma ETF Rides. Der Hersteller der 3D-Technik der Fahrt ist Alterface. Zusätzlich war die Firma fake-filmconstruction GmbH für die Thematisierung zuständig. Die spezielle Gestaltung der Böden übernahm Studio Artwork. Maus au Chocolat beruht auf der gleichen Technik wie die Attraktion Toy Story Midway Mania, die es in drei verschiedenen Disney-Parks gibt. Zur Eröffnung von Maus au Chocolat stellte das Phantasialand den Soundtrack zur Attraktion in zwei verschiedenen Versionen zum kostenlosen Download auf seiner Homepage bereit. Es existieren eine kurze Version ohne Mausgeräusche (Laufzeit: 3:16 Minuten) und eine lange Version mit Mausgeräuschen (Laufzeit: 8:17 Minuten).